# Linker (Chemie)
Linker sind in der Chemie Atomgruppen beziehungsweise -ketten, die in einem Molekül zwei Untereinheiten miteinander verbinden. Wichtige Anwendungen haben sie vor allem in der pharmazeutischen Chemie für Antikörper-Wirkstoff-Konjugate sowie inzwischen für PROTACS.

## Anwendungen
Im Bereich des zielgerichteten Wirkstofftransports in medizinischen Anwendungen ist es oft notwendig, einen eigentlichen Wirkstoff oder "Warhead" an eine andere Einheit zu binden, die den Transport an das erwünschte Ziel ermöglicht. Dazu kommen Linker zum Einsatz. Weit verbreitet ist das Anbinden eines Wirkstoffs an einen Antikörper. Andere Methoden sind das Anbinden an Folat, an Liganden von Integrinen oder an Liganden des Prostataspezifischen Antigens. Durch diese zusätzliche Komponente kann der Wirkstoff sich am gewünschten Ort anreichern. Eine zusätzlich angewendete Technik ist der Transport von Prodrugs, die am gewünschten Ort überhaupt erst aktiv werden.

## Linker-Typen
Säurelabile Linker können durch den niedrigeren pH-Wert in Endosomen hydrolysiert werden und einen Wirkstoff gezielt beim Eintritt in eine Zelle freisetzen. Hierfür kommen oft Acylhydrazone zum Einsatz, die bei physiologischem pH-Wert stabil sind, in etwas saurerer Umgebung aber leicht hydrolysiert werden. Das erste Antikörper-Wirkstoff-Konjugat, das in der Humanmedizin zugelassen wurde, war im Jahr 2000 Gemtuzumab-Ozogamicin und enthielt einen solchen Linker. Das Präparat wurde gegen Leukämie eingesetzt, der Wirkstoff war dabei ein cytotoxisches Derivat des Calicheamicins. Ein neueres Präparat ist Inotuzumab-Ozogamicin, das denselben Linker enthält. Andere Arten von säurelabilen Linkern sind Phosphoramidate, Acetale und cis-Aconitsäure-Einheiten. Letztere bilden im Sauren leicht ein Aconitsäureanhydrid, wobei der gebundene Wirkstoff freigesetzt wird.
Peptid-Linker können eingesetzt werden, wenn in Zielzellen geeignete Proteasen stark exprimiert sind, die den Linker spalten können. Glucuronsäure-Derivate eignen sich im Einsatz gegen bestimmte Tumoren, in denen Glucuronidase überexprimiert ist. Disulfidbrücken eignen sich als Linker, die durch Thiolgruppen gespalten werden, beispielsweise aus Glutathion. Die Konzentration von Glutathion in Zellen ist deutlich höher als im extrazellulären Raum und ist in Tumor-Zellen teilweise zusätzlich erhöht.
PROTACs sind hybride Wirkstoffe. Sie enthalten eine Einheit, die an ein Zielprotein bindet und eine Einheit, die an eine E3-Ligase bindet. Dadurch kann der Abbau des Zielproteins durch die Ligase initiiert werden. Beide Einheiten des PROTACs werden durch einen Linker verbunden. Aufbau und Länge des Linkers haben dabei entscheidenden Einfluss auf die Wirkung des PROTACs. Die einfachsten und meist genutzten Linker sind Alkylketten, -(CH2)n-, und Polyethylenglycoleinheiten (PEG), -(CH2-CH2-O)n-. Weniger genutzte Linker-Einheiten sind andere Glycole, Alkin, Triazol und Piperazin. Meist werden mehrere verschiedene Einheiten kombiniert. Alkylketten und PEG sind praktisch, da sie flexibel sind und sowohl leicht herzustellen als auch leicht in ihrer Länge anpassbar. Die Kombination von Alkyl- und PEG-Einheiten ermöglicht zusätzlich eine Anpassung vo Polarität beziehungsweise Lipophilie des Präparats. Triazol-Einheiten kommen häufiger in Linkern vor, da sie metabolisch stabil sind und bei der Huisgen-Reaktion aus einem Alkin und einem Azid entstehen, die eine praktische Methode zum Verbinden zweier vorgefertigter Einheiten ist.